# Factor de fricción de Darcy
El factor de fricción o coeficiente de resistencia de Darcy-Weisbach (f) es un parámetro adimensional que se utiliza en dinámica de fluidos para calcular la pérdida de carga en una tubería debido a la fricción.
El cálculo del factor de fricción y la influencia de dos parámetros (número de Reynolds, Re y rugosidad relativa, εr) depende del régimen de flujo.

## Régimen laminar
Para régimen laminar (Re < 2300), donde Re es el número de Reynolds, el factor de fricción se calcula como:
{\displaystyle f_{\text{ laminar}}={\frac {64}{Re}}}.
En régimen laminar, el factor de fricción es independiente de la rugosidad relativa y depende únicamente del número de Reynolds.

## Régimen turbulento
Para régimen turbulento (Re > 4000) el factor de fricción se calcula en función del tipo de régimen.

### Régimen turbulento liso
Para régimen turbulento liso, se utiliza la 1.ª ecuación de Karmann-Prandtl:
{\displaystyle f_{\text{turbulento liso}}\Rightarrow {\frac {1}{\sqrt {f}}}=-2\cdot \log \left({\frac {2{,}51}{{Re}{\sqrt {f}}}}\right)}.
En régimen turbulento liso, el factor de fricción es independiente de la rugosidad relativa y depende únicamente del número de Reynolds.

### Régimen turbulento intermedio
Para régimen turbulento intermedio se utiliza la ecuación de Colebrook simplificada:
{\displaystyle f_{\text{turbulento intermedio}}\Rightarrow {\frac {1}{\sqrt {f}}}=-1{,}8\cdot \log \left({\frac {6{,}9}{Re}}+\left({\frac {\varepsilon _{r}}{3{,}7}}\right)^{1{,}11}\right)}.
En régimen turbulento intermedio, el factor de fricción depende de la rugosidad relativa y del número de Reynolds.

### Régimen turbulento rugoso
Para régimen turbulento rugoso se utiliza la 2.ª ecuación de Karmann-Prandtl:
{\displaystyle f_{\text{turbulento rugoso}}\Rightarrow {\frac {1}{\sqrt {f}}}=-2\cdot \log \left({\frac {\varepsilon }{3{,}7D}}\right)}
En régimen turbulento rugoso, el factor de fricción depende solamente de la rugosidad y el diámetro interno de la tubería.
Otra ecuación que se puede emplear en régimen turbulento rugoso, es la de Swamee y Jain.
{\displaystyle f={\frac {0,25}{[\log _{10}{\left({\frac {k/D}{3,7}}+{\frac {5,74}{Re^{0,9}}}\right)]^{2}}}}}.
Alternativamente a lo anterior, el coeficiente de fricción puede determinarse de forma gráfica mediante el diagrama de Moody. Bien entrando con el número de Reynolds (régimen laminar) o bien con el número de Reynolds y la rugosidad relativa (régimen turbulento)
Una vez conocido el coeficiente de fricción se puede calcular la pérdida de carga en una tubería debida a la fricción mediante la ecuación de Darcy Weisbach:
{\displaystyle h_{f}=f\cdot {\frac {L}{D}}\cdot {\frac {v^{2}}{2g}}}.

## Tabla resumen
| Régimen               | Coeficiente de fricción | Dependencia                                                                          |
| --------------------- | --- | ------------------------------------------------------------------------------------ |
| Laminar               | {\displaystyle f_{\text{laminar}}={\frac {64}{Re}}} | {\displaystyle f_{\rm {laminar}}=\mathrm {f} (Re)\,}                                 |
| Turbulento liso       | {\displaystyle f_{\text{turbulento liso}}\Rightarrow {\frac {1}{\sqrt {f}}}=-2\cdot \log \left({\frac {2{,}51}{{Re}{\sqrt {f}}}}\right)}                                                     | {\displaystyle f_{\text{turbulento liso}}=\mathrm {f} (Re)\,}                        |
| Turbulento intermedio | {\displaystyle f_{\text{turbulento intermedio}}\Rightarrow {\frac {1}{\sqrt {f}}}=-1{,}8\cdot \log \left({\frac {6{,}9}{Re}}+\left({\frac {\varepsilon _{r}}{3{,}7}}\right)^{1{,}11}\right)} | {\displaystyle f_{\text{turbulento intermedio}}=\mathrm {f} (Re,\varepsilon _{r})\,} |
| Turbulento rugoso     | {\displaystyle f_{\text{turbulento rugoso}}\Rightarrow {\frac {1}{\sqrt {f}}}=-2\cdot \log \left({\frac {\varepsilon _{r}}{3{,}7}}\right)}                                                   | {\displaystyle f_{\text{turbulento rugoso}}=\mathrm {f} (\varepsilon _{r})\,}        |